# Куснецова
Куснецова (ест. Kusnetsova), також Кузнецова, Палунурме, Палонурме — село в Естонії, входить до складу волості Меремяе, повіту Вирумаа.